# سیارک ۱۴۳۶۶
سیارک ۱۴۳۶۶ (به انگلیسی: 14366 Wilhelmraabe، نامگذاری:1988RX3) چهارده هزار و سیصد و شصت و ششمین سیارک کشف شده‌است که در ۸ سپتامبر ۱۹۸۸ کشف شد.
قدر مطلق سیارک برابر ۱۴٫۲۰ است.